# Балкански сир
Балкански сир је врста меког сира који се често користи у производњи салата од поврћа или шопске салате. То је сир сличан грчком фета сиру и бугарском сирене сирене, који се првобитно правио од овчијег, козјег и крављег млека, али се садашње врсте које се продају у средњој Европи праве од крављег млека. Састоји се од 40 до 45% масти.
Балкански сир се чува у благо сланој сурутки која га одржава влажним и помаже у очувању укуса. Препоручује се да се стави у кисели краставчић или уље и држи на температури од 4 до 8°C.
Сир има широк спектар употребу у кувању и потрошњи. У земљама порекла се широко користи за ароматизирање хране, али и као део саме хране. Такође се може учитати у исто време. Служи се и уз топла и хладна јела.

## Просечан садржај супстанци и минерала
Табела показује дугорочни просечан садржај хранљивих материја, елемената, витамина и других нутритивних параметара који се налазе сиру.
| Састојак       | Јединица | Просечна количина | Елемент (mg/100 g) | Просечна количина | Састојак (mg/100g) | Просечна количина |
| вода           | g/100 g  | 56,5              | Na                 | 1440              | витамин Ц          | трагови           |
| беланчевине    | g/100 g  | 15,6              | K                  | 96                | витамин Д          | 0,0005            |
| масти          | g/100 g  | 20,2              | Ca                 | 360               | витамин Е          | 0,37              |
| шећер          | g/100 g  | 1,5               | Mg                 | 20                | Б6                 | 0,07              |
| азот           | g/100 g  | 2,45              | P                  | 280               | Б12                | 0,0011            |
| влакна         | g/100 g  | 0                 | Fe                 | 0,2               | каротен            | 0,033             |
| масне киселине | g/100 g  | 18,4              | Cu                 | 0,07              | Б1                 | 0,04              |
| холестерол     | mg/100 g | 70                | Zn                 | 0,9               | Б2                 | 0,21              |
| селен          | mg/100 g | 0,005             | I                  | -                 | ниацин             | 0,2               |
| енергија       | kJ/100 g | 1037              | Mn                 | stopy             | хлор               | 2350              |

## Рецепти
Балкански сир је национално јело у свим земљама на Балканском полуострву. Румуни, Бугари, Босанци, Срби, Хрвати, Македонци, Албанци и Грци конзумирају балкански сир у разним варијацијама. Традиционална јела са балканским сиром:
- Супе: супа од парадајза или поврћа са балканским сиром.[2]
- Салате: шопска салата са парадајзом, паприком, краставцем, црним луком и балканским сиром.[3] Чобанска салата садржи горе наведено поврће, сир, шунку, кувана јаја и маслине. Парадајз са сиром је традиционална лагана летња салата.
- Јаја: похована јаја и омлет са балканским сиром. Веома популарно јело су јаја кувана на посебан начин, посута балканским сиром и преливом од јогурта, белог лука, першуна и орашастих плодова.[4]
- Јела од тестенине и кукурузног брашна: шпагети са балканским сиром и парадајз сосом или кечапом.[5] Популаран доручак су макарони са балканским сиром и шећером. Качамак (локална варијанта јела од кукурузног брашна, палента) се увек једе са балканским сиром.
- Пекарски производи: са балканским сиром припремају се традиционална баница и друга пецива.[6]
- Пуњене паприке: паприке се чешће пуне пиринчем, али веома популаран рецепт је и пуњен балканским сиром и јајима.[7]

Балкански сир се служи и као предјело.

## Балкански сир (и слични сиреви) у другим земљама
Слични сиреви су познати у другим земљама под различитим називима:
- Бугарска: сирене
- Грчка: фета